# Zimsko vaterpolsko prvenstvo Jugoslavije
Zimsko prvenstvo Jugoslavije je bilo vaterpolsko ligaško natjecanje za klubove u Jugoslaviji koje se održavalo u zimskim mjesecima igrajući u zatvorenim bazenima, za razliku od prvenstva koje se odigravalo tijekom proljeća i ljeta u otvorenim ili improviziranim bazenima. Zimsko prvenstvo se održavalo između 1959. i 1972., a 1973. godine je ovo natjecanje zamijenio kup.

## Prvaci i doprvaci
| Sezona | Broj klubova | Prvak              | Doprvak            |
| ------ | ------------ | ------------------ | ------------------ |
| 1959.  |              | Jadran Herceg Novi | Jadran Split       |
| 1960.  |              | Mladost Zagreb     | Jadran Herceg Novi |
| 1961.  | 7            | Mladost Zagreb     | Partizan Beograd   |
| 1962.  | 7            | Mladost Zagreb     | Mornar Split       |
| 1963.  | 8            | Partizan Beograd   | Mladost Zagreb     |
| 1964.  | 8            | Mladost Zagreb     | Partizan Beograd   |
| 1965.  | 8            | Partizan Beograd   | Partizan Beograd   |
| 1966.  | 6            | Medveščak Zagreb   |                    |
| 1967.  | 8            | Jadran Split       | Partizan Beograd   |
| 1968.  | 8            | Partizan Beograd   |                    |
| 1969.  |              | Partizan Beograd   | Mladost Zagreb     |
| 1970.  |              | Mladost Zagreb     | Partizan Beograd   |
| 1971.  |              | Partizan Beograd   | Mladost Zagreb     |
| 1972.  | 10           | Partizan Beograd   | Mladost Zagreb     |